# Plugari (okręg Neamț)
Plugari – wieś w Rumunii, w okręgu Neamț, w gminie Urecheni. W 2011 roku pozostawała niezamieszkana.